# 백의사
백의사(白衣社)는 일제강점기와 해방정국의 극우 테러단체이다. 백의사를 조직한 사람은 염응택으로 가명 염동진이 더 잘 알려져 있다. 중국에서 활동하던 독립운동가이자 중화민국 정보기관 남의사(藍衣社) 공작원 출신인 염동진(廉東振, 본명 : 염응택)이 조직했고 초대 총사령을 지냈다.
백의사의 간부는 총사령 염동진, 부사령 박경구(함남 출신, 국민방위군 부사령관), 고문 유진산, 백창섭, 조직국장 안병석(노총 조직부장), 정보국장 김명욱, 집행국장 한승규(일명 한철민, 후임 초불란), 비서실장 백관옥(평양 출신), 훈련국장 선우봉(후임 이형석 평북 출신 예비역 육군소장), 총무국장 정병모 등이며 명령 라인은 김구-신익희-염동진-박경구-단원들로 하달되었다.

## 결성 배경
1942년 8월 염동진은 중국에서 국민당 특무기관이자 장제스 휘하의 반공 결사단체인 남의사(藍衣社)를 모방해 백의사를 결성했다. 그 뒤 해방 정국에서는 활동이 주춤하였다. 염동진은 1943년 평양에서 항일 비밀결사단체인 대동단을 결성하여 활동하였다. 그러나 중국에서는 계속 백의사가 임정의 예하 조직으로 활동하고 있었다.
1944년 당시 백의사 단원들은 국내 진공, 투입 작전을 개시하기도 했다. 엄민영이 무주군수로 있을 때 중경 임시정부의 조직이었던 백의사 단원 박기수(朴基秀)라는 청년이 피신해 찾아온 적이 있었다. 박기수는 당시 임시정부의 지령을 받고 국내에 잠입, 영천신사(永川神社)를 불지르는가 하면 대구에 주둔하고 있던 일본군 탄약고를 폭파하는 등 항일 테러 활동을 벌이다가 일본 헌병에 쫓겨 엄민영을 찾아간 것이었다.
엄민영은 박기수의 고향선배였고 형의 친구였다. 갑작스럽게 찾아온 박기수가 백의사 독립단원임을 밝히며 피신을 부탁하였다. 엄민영은 선뜻 돈 5백원과 가짜 신분증을 만들어 주어 박기수의 도피를 도와주었다. 당시의 돈 5백원은 거금이었다. 그보다는 만약 항일투사를 지원했다는 사실이 드러난다면 총독부 군수인 엄민영의 신세는 거기서 끝장나는 판이었다. 이는 광복회 회원으로 있는 박기수 자신이 월간 한국인 84년 4월호에서 밝혔다.

## 해방 이후
1945년 현준혁 암살 사건 이후 소련의 감시를 피해 월남하였다. 이후 서울 낙원동에 자리를 잡은 후 백의사를 재조직하였다. 백의사라는 이름은 중국의 남의사와 백의민족에서 본 뜬 것이다. 근거지는 곧 궁정동으로 옮겼다.
초창기에 이들은 김구-신익희로 이어지는 임정계의 지휘라인의 명령을 받아 행동했다. 이들은 북조선에도 사람을 보내 대북타격작전을 수행하기도 했다.
1946년 전반 백의사를 비롯한 임정계 반탁운동원들은 북한지역에 침투하여 김일성, 김책, 최용건, 강량욱 등에 대한 암살, 테러를 시도하는 한편, 반탁운동을 선동하고 임정의 정권접수를 선포했다.

## 활동
이들은 북한에 청년을 파견하여 북한 요인 암살을 시도하였다. 1946년 3월 초 백의사는 결사대를 조직, '북한임시인민위원회 지도자 암살'을 시도했다. 2월 초 이성렬·백시영·김형집·최기성·이희두 등으로 구성된 대한민국 임시정부 정치공작대와 '백의사 결사대'는 신익희의 낙산장(駱山莊)에서 정보수집 요령과 지하활동 방법에 대한 훈련을 받은 뒤 북한에 파견되었다. 이들은 평양역 앞 광장에서 열린 북한의 3·1절 기념행사에서 반탁운동을 벌임과 동시에 북한 정권 지도부 암살을 목적으로 수류탄을 투척하였으나, 김일성은 재빨리 피하였고, 소련군 장교 노비첸코 중위가 땅에 떨어진 수류탄을 딴 곳으로 던져 내어 실패하였다. 3월 1일 목적은 실패하고 미수로 끝났지만 백의사 결사대의 북한임시인민위원회 지도자 암살시도는 계속되었다.
3월 3일에는 최용건(崔庸健)의 집을 습격하였으나 실패했고, 3월 5일 최용건의 집을 재차 습격하였으나 역시 실패하였다. 3월 9일 김책(金策)의 집을 습격하였고 3월 11일에는 강량욱(康良煜)의 집을 습격하여 그의 아들·딸과 식모·경비보초 등을 암살하였다.
백의사 결사대원 중 최기성과 김정의는 현장에서 조선 인민군에 체포되었고, 이희두는 인민군과의 총격전 중 사살되었으며, 이성렬만 살아서 월남하였다. 이들이 숨어있던 아지트에서는 임정포고문 제1·2호가 발견되었다. 김정의는 소련군에 끌려가 심문에서 임정 내무부의 정보국장 박문(朴文)이 증명서를 작성해 주었고, 자금을 지원해 주었다고 언급하였다. 또한 김정의는 김구는 이러한 계획을 승인하였지만, 자신이 직접 만나지 않아 자신의 북행을 알고 있는지는 모르겠다고 언급하였다.
그 외에 임정 외무부장 신익희 명의로 된 승차권이 발견되었다고도 한다.
1946년 3월 군사시설이 준비되지 않은 상황에서 백의사 대원들의 북한 습격은 북한 고위층에 적지 않은 충격을 주었다. 이를 계기로 북한은 내부치안을 강력히 단속했고, 김구·이승만을 "팟쇼테로 강도단의 두목"이라며 맹비난하였다.
1947년 좌우합작 운동을 추진한 여운형의 암살에 관여하기도 했다. 한편, 러시아연방국방성중앙문서보관소 소련군정문서, 남조선 정세 보고서(1946년 ~ 1947년)에는 "이 단체는 김구의 직접적인 지도 하에 있다. 이 단체에는 중국에서 돌아온 조선인들과 일부 청단단체 회원들이 포함되어 있다. 이 단체의 목적은 공산당과 인민당의 당원들 및 인민위원회 지도자들을 살해하는 것이다."라고 기록되어 있다. 그러나 백의사와 김구의 관계는 산하라기보단 상호의존적인 관계로 보는 것이 타당하다. 그런데 김두한은 백의사가 임시정부 계통이라고 했다. "백의사가 대한민국임시정부 계통이에요. 염동진 씨가 대한민국임시정부 계통이라고요. 그렇기 때문에 신익희 씨하고 전국의 대한민국임시정부 요원들이 늘 거기를 가요."
"그런데 당시 서울에는 어떤 단체가 있었느냐 하면, 함경남북도하고 평안남북도하고 황해도 일부에서 공산당한테 재산과 생명을 빼앗기고 학살당한 이북 5도 동포가 모여서 만든 ‘백의사’라는 단체가 있었어요. 장개석 총통 밑에 있는 건 ‘남의사’인데, 이 단체는 군통국장(군사위원회 조사통계국장) 대립이라고 하는 육군 중장이 만들어 장개석 총통의 생명을 지킨 겁니다. 여기에서는 백의사라고 만들었는데, 공산당 두목을 죽이려는 5도 단체의 청년들이 모였죠. 그 백의사가 사령부로 되어 있어요. 지하사령부인데 사령관이 누구냐면 염동진 씨라고 평양분인데, 장개석 총통 밑의 군통국에 있다가 육군 중장 계급장을 달고 평양에 들어왔지만 밀렸거든요. 항일 투쟁을 했으니 어떠랴 싶었는데 공산당 본부에 끌려가 척추뼈가 부러지고 장님이 됐어요. 중국이 항일 전쟁 할 때 모택동이가 염동진은 장개석 편이라고 두들겨 팼단 말이야."
"염씨는 파시스트 및 나치 성향의 반공 지하조직을 설립했다. 그의 추종자들의 거의 대부분은 김구씨의 추종자이다. (중략)그가 지휘하는 조직은 백의사 혹은 'White Clothes Party' 혹은 'White Clothes Society'로 알려져 있다."

## 해체 과정
한편, 백범 김구를 암살한 안두희도 백의사 단원이라는 미군정측의 주장이 있으나, 안두희는 CIC 소속이라는 다른 견해도 있으며 또한 김구가 암살당하자 백의사 단장 염동진은 김구의 암살 소식을 들으면서 분노했다고 한다.
1948년 대한민국의 정부수립과 함께 백의사는 급격하게 쇠퇴의 길로 들어서면서 몇 명만 제외하고 여기저기 흩어졌다. 한편, 실리보고서는 안두희가 백의사 단원이며 염동진을 백범 김구의 암살배후로 지목하고 있으나, 백의사 단원들은 어떠한 연관성도 없다고 강력하게 부인하였다. 백의사 단원이자 백관옥의 동생 백찬옥은 백범 김구의 암살 소식을 듣자 노발대발했다고 한다. 백범 김구의 비서로 지냈던 선우진 또한 연관이 없다고 말했다. 백범 김구의 연구를 한 도진순 교수는 염동진은 백범에 대해 적대적이라기보다는 상호의존적이었으며 염동진이 안두희에게 김구 암살을 지시했다는 언급은 문서 어디에도 없으며 명백한 오보라며 반론하였다. 실제로 설령 그렇다고 해도 당시 정황상 염동진이 지시했다는 가능성은 전무하다.
이들 중 일부는 6.25전쟁 중 KLO 특수부대로 전환되기도 했다. 한편, 염동진은 한국전쟁 때 납북되어 행방불명되었다.

## 같이 보기
- 조선민족청년단
- 염동진
- 김구
- 신익희
- 김두한
- 평양청년회

## 관련 서적
- 비밀결사 백의사(상, 중, 하)(이영신, 알림문, 1994.05)